# Johann Gildemeister
Johann Gildemeister (født 20. juli 1812 i Mecklenburg-Schwerin, død 11. marts 1890 i Bonn) var en tysk orientalist.
Gildemeister blev 1839 privatdocent og 1844 ekstraordinær professor i østerlandske sprog i Bonn, kaldtes 1845 til Marburg som professor i teologi og østerlandsk litteratur, kaldtes 1859 tilbage til Bonn som ordentlig professor i østerlandske sprog og virkede som sådan til sin død. Gildemeister var en nøje kender såvel af sanskrit som af syrisk, arabisk og andre semitiske sprog, ligeså af det hellige Lands geografi. Han var medstifter af Morgenländische Gesellschaft i Leipzig og af Palästina-Verein samt tog virksom del i flere teologiske stridigheder og så videre.
Gildemeister udgav Der heilige Rock zu Trier (1845) og 1855 et skrift om den hessiske katekismus. Han har beskrevet de østerlandske håndskrifter i Bonn: Catalogus manuscriptorum orient, in Bibliotheca Academica Bonnensi (1864—76). Gildemeister udgav 1838 i Bonn Scriptorum arabum de rebus Indicis loci, besørgede 1868 en ny udgave af Lassens Anthologica Sanscritica; udgav 1877: Esdrae liber quartus arabice; 1879: Acta S. Pelagiae syrice et latine; skrev 1865 om den arabiske oversættelse af evangelierne fra syrisk og så videre.